# Xestoblatta carrikeri
Xestoblatta carrikeri är en kackerlacksart som beskrevs av Morgan Hebard 1916. Xestoblatta carrikeri ingår i släktet Xestoblatta och familjen småkackerlackor.
Artens utbredningsområde är Colombia. Inga underarter finns listade i Catalogue of Life.